# Gamers!
Gamers! (яп. ゲーマーズ! Гэ:ма:дзу!, букв. «Геймеры!») — ранобэ, написанное Сэкиной Аой и проиллюстрированое Saboten. Fujimi Shobo опубликовало 12 томов в период с 20 марта 2015 года по 19 октября 2019 года под своим импринтом Fujimi Fantasia Bunko. На его основе с 2016 года выпускается манга с иллюстрациями Цубасы Такахаси. Аниме-адаптация студии Pine Jam транслировалась на японском телевидении с 13 июля по 28 сентября 2017 года.

## Сюжет
Кэйта Амано, старшеклассник и геймер, получает от школьного идола Карэн Тэндо приглашение вступить в школьный кружок любителей видеоигр. После пробного посещения одной из его встреч Кэйто отказывается из-за различия во вкусах и интересах с членами кружка. Отказ Кэйто интригует Карэн, и она пытается стать ещё ближе к парню. Кроме того, слухи об отказе привлекают к Кэйто внимание других учеников.

## Персонажи
Кэйта Амано (яп. 雨野 景太 Амано Кэйта) — старшеклассник, часто играющий в видеоигры. В школе у него нет друзей, а на переменах он обычно играет в телефоне или приставке. Отклонил предложение Карэн Тэндо вступить в кружок, так как его члены играют в игры на профессиональном уровне, а он — просто для удовольствия и не очень хорош в этом. В ходе истории заводит дружбу с Тасукой, а затем и с Карэн. В сети он использует два никнейма: Цути и Яма, оба созданы по девичьей фамилии его матери — Цутияма. Он большой фанат независимого разработчика бесплатных игр Нобэ и имеет напарника в мобильной игре под ником Моно.
Сэйю: Мэгуми Хан
Карэн Тэндо (яп. 天道 花憐 Тэндо: Карэн) — самая красивая девушка в школе, тайный президент кружка видеоигр. У неё длинные светлые волосы и зелёные глаза. В школе преуспевает и в спорте, и в учёбе. Карэн поступила именно в эту старшую школу, потому что местный кружок видеоигр был широко известен и популярен, но он был распущен ещё до её поступления, так что Карэн задалась целью его возродить. После отказа Кэйты вступить в кружок она начинает следить за ним и постепенно влюбляется в него.
Сэйю: Хисако Канэмото
Тиаки Хосиномори (яп. 星ノ守 千秋 Хосиномори Тиаки) — скромная и тихая одноклассница Карэн. Как и Кэйта, любит играть в игры на портативной консоли или на мобильном. Отклонила предложение Карэн о вступлении в кружок по тем же причинам, что и Кэйта. Её вкусы и мнение об играх почти всегда полностью сходятся с ним, но в те редкие моменты, когда они расходятся, они сильно ссорятся. Благодаря советам Тасуку учится лучше выглядеть. Постепенно выясняется, что это она напарник Кэйты «Моно» и его любимый разработчик «Нобэ», её ники складываются в девичью фамилию матери — Мононобэ.
Сэйю: Манака Ивами
Тасуку Уэхара (яп. 上原 祐 Уэхара Тасуку) — одноклассник Кэйты, симпатичный и общительный парень. В средней школе был таким же геймером-одиночкой, что и Кэйта, но при поступлении в старшую решил измениться, чтобы больше не сидеть на переменах в одиночестве. Постепенно они с Кэйтой становятся друзьями — Тасуку заставляет Кэйту больше общаться с другими в реале, а Кэйта временами затаскивает Тасуку в игры.
Сэйю: Тосиюки Тоёнага
Агури Сакурано (яп. 桜野 亜玖璃 Сакурано Агури) — яркая девушка Тасуку. Она совершенно не интересуется играми, поэтому часто ревнует Тасуку к Кэйте. Хотя Тасуку думал, что она влюбилась в его новую общительную персону, на деле Агури влюбилась в него ещё в средней школе, когда он достал ей плюшевую игрушку из автомата.
Сэйю: Руми Окубо
Эйити Мисуми (яп. 三角 瑛一 Мисуми Эйити) — одноклассник Карэн. Член кружка видеоигр, увлекается аркадными головоломками и обладает отличной памятью и аналитическими способностями. Он утверждает, что головоломки помогают ему чувствовать связь с прошлым, о котором он забыл из-за амнезии, и что он надеется с их помощью вернуть память.
Сэйю: Нацуки Ханаэ
Гакуто Касэ (яп. 加瀬 岳人 Касэ Гакуто) — старшеклассник и член кружка видеоигр. Он серьёзно относится к играм в жанре FPS, шутерам от первого лица, так как его отец был наёмником и научил его стрелять.
Сэйю: Ясуаки Такуми
Ниина Оисо (яп. 大磯 新那 О:исо Ниина) — старшеклассница и член кружка видеоигр. Когда играет в файтинги, перестаёт замечать всё вокруг. Говорит, что её цель в файтингах — вернуть подругу, победив её в матче.
Сэйю: Юна Ёсино
Коноха Хосиномори (яп. 星ノ守 心春 Хосиномори Коноха) — младшая сестра Тиаки, которая учится в другой школе. Коноха сильно завидует популярности Карэн. Её тайное хобби — эрогэ.
Сэйю: Юки Кувахара

## Медиа

### Ранобэ
Сэкина Аой впервые опубликовала ранобэ в 2015 году под импринтом Fujimi Fantasia Bunko издательства Fujimi Shobo с иллюстрациями Саботен. Все двенадцать томов были выпущены в период с 20 марта 2015 года по 19 октября 2019 года.
| №  | Заглавие | Дата публикации    | ISBN                   |
| -- | --- | ------------------ | ---------------------- |
| 1  | Кэйта Амано и продолжение юности Амано Кэйта то сэйсюн континю: (雨野景太と青春コンティニュー)                                | 20 марта 2015 г.   | ISBN 978-4-04-070533-0 |
| 2  | Карэн Тэндо и неожиданный счастливый конец Тэндо: Карэн то фуиути хаппи: эндо (天道花憐と不意打ちハッピーエンド)              | 18 июля 2015 г.    | ISBN 978-4-04-070534-7 |
| 3  | Тиаки Хосиномори и новая игра первой любви Хосиномори Тиаки то хацукой ню: гэ:му (星ノ守千秋と初恋ニューゲーム)               | 20 ноября 2015 г.  | ISBN 978-4-04-070753-2 |
| 4  | Агури и бессознательная критика Агури то мудзикаку куритикару (亜玖璃と無自覚クリティカル)                                    | 19 марта 2016 г.   | ISBN 978-4-04-070754-9 |
| 5  | Геймеры и разрушительный гейм овер Гэ:ма:дзу то дзэммэцу гэ:му о:ба: (ゲーマーズと全滅ゲームオーバー)                         | 20 июля 2016 г.    | ISBN 978-4-04-070969-7 |
| 6  | Одинокий геймер и цепочка комбо из признаний в любви Ботти гэ:ма: то кокухаку тэин комбо (ぼっちゲーマーと告白チェインコンボ) | 19 ноября 2016 г.  | ISBN 978-4-04-070970-3 |
| 7  | Геймеры и поцелуй смертельной концовки Гэ:ма:дзу то кутидзукэ дэддо эндо (ゲーマーズと口づけデッドエンド)                     | 18 марта 2017 г.   | ISBN 978-4-04-070971-0 |
| 8  | Коноха Хосиномори и переворот с атакой со спины Хосиномори Коноха то гякутен бакку атакку (星ノ守心春と逆転バックアタック)    | 20 июля 2017 г.    | ISBN 978-4-04-072369-3 |
| 9  | Кэйта Амано и сброс молодёжных скиллов Амано Кэйта то сэйсюн сукиру рисэтто (雨野景太と青春スキルリセット)                    | 20 января 2018 г.  | ISBN 978-4-04-072370-9 |
| 10 | Карэн Тэндо и неожиданный апдейт Тэндо: Карэн то фуиути аппудэ:то (天道花憐と不意打ちアップデート)                            | 19 мая 2018 г.     | ISBN 978-4-04-072371-6 |
| 11 | Геймеры и множественная концовка первой любви Гэ:ма:дзу то хацукой марути эндо (ゲーマーズと初恋マルチエンド)                 | 20 октября 2018 г. | ISBN 978-4-04-072900-8 |
| 12 | Геймеры и продолжение юности Гэ:ма:дзу то сэйсюн континю: (ゲーマーズと青春コンティニュー)                                    | 19 октября 2019 г. | ISBN 978-4-04-072901-5 |

### Манга
Манга-адаптация с иллюстрациями Цубасы Такахаси выпускалась в журнале Shonen Ace издательства Fujimi Shobo с октябрьского выпуска 2016 года по сентябрьский 2019-го. Всего выпущено семь томов, первый из которых вышел в печать 23 марта 2017 года, а последний — 26 октября 2020 года.
| № | Дата публикации     | ISBN                   |
| - | ------------------- | ---------------------- |
| 1 | 23 марта 2017 г.    | ISBN 978-4-04-105446-8 |
| 2 | 26 июня 2017 г.     | ISBN 978-4-04-105771-1 |
| 3 | 25 ноября 2017 г.   | ISBN 978-4-04-106308-8 |
| 4 | 26 марта 2018 г.    | ISBN 978-4-04-106717-8 |
| 5 | 25 сентября 2018 г. | ISBN 978-4-04-107363-6 |
| 6 | 25 февраля 2019 г.  | ISBN 978-4-04-107816-7 |
| 7 | 26 октября 2019 г.  | ISBN 978-4-04-107817-4 |

### Аниме
Аниме-адаптация срежиссирована Манабу Окамото и произведена студией Pine Jam. 12-серийный сезон аниме транслировался на японском телевидении с 13 июля по 28 сентября 2017 года. Начальную композицию «GAMERS!» исполнили Хисако Канэмото, Манака Ивами и Руми Окубо. Завершающие композиции «Fight on!» для всех серий, кроме девятой и десятой, и «Koi no Prologue*» (яп. 恋のprologue* Пролог к любви) для девятой и десятой серий исполнила группа Luce Twinkle Wink☆.

## Критика
Ранобэ получило седьмое место в журнале-гайде по новинкам ранобэ 2017 года Kono Light Novel ga Sugoi! издательства Takarajimasha в категории бункобонов. А затем получила восьмое место в 2018 году.
Хотя в центре повествования находятся геймеры, Gamers! — романтическая комедия. Юмор в ней лёгкий и смешной, он строится на отношениях между персонажами и многочисленных недопониманиях, возникающих между ними. Эти недопонимания отражают ту неуверенность, которую персонажи ощущают в себе, и именно это позволяет легко им сопереживать.